# Champagnac-la-Prune
Champagnac-la-Prune è un comune francese di 172 abitanti situato nel dipartimento della Corrèze nella regione della Nuova Aquitania.

## Società

### Evoluzione demografica
Abitanti censiti